# Janet Napolitano
Janet Ann Napolitano (New York, 29 november 1957) is een Amerikaans politica van de Democratische Partij.
Napolitano, een juriste van beroep, werkte van 1983 tot 1993 als advocate voor het advocatenkantoor Lewis and Roca. Van 1993 tot 1997 was ze de officier van justitie voor het district van Arizona. Van 1999 tot 2003 was ze de procureur-generaal van Arizona en aansluitend tot 2009 gouverneur van Arizona. Napolitano was van 2009 tot 2013 minister van Binnenlandse Veiligheid in het kabinet van president Barack Obama.
Sinds 2013 is Napolitano voorzitter van het College van Bestuur van de Universiteit van Californië.

## Biografie

### Jeugd
Napolitano werd geboren in New York, maar groeide op in Pittsburgh (Pennsylvania) en Albuquerque (New Mexico). Haar vader was van Italiaanse afkomst. Napolitano studeerde rechten aan de Santa Clara-universiteit in Californië en aan de Universiteit van Virginia. Ze ging later aan de slag bij een advocatenkantoor in Phoenix (Arizona).

### Politiek
In 1993 werd ze officier van justitie voor het district van Arizona en in 1999 procureur-generaal van Arizona. In 2002 won Napolitano de gouverneursverkiezingen in Arizona met 47% van de stemmen en in januari 2003 werd zij beëdigd tot gouverneur. Zij volgde daarbij Jane Dee Hull van de Republikeinse Partij op. In 2006 werd Napolitano met 62.6% herkozen voor een tweede termijn. Zij stapte in 2009 echter voortijdig op toen zij door president Barack Obama werd aangesteld als minister van Binnenlandse Veiligheid. Zij was de eerste vrouw die deze functie bekleedde. In 2013 werd ze rector magnificus (president) van de Universiteit van Californië.
Napolitano kan tot de liberale vleugel van de Democratische Partij worden gerekend. Ze is voorstander van legale abortus en staat niet geheel afwijzend tegen een huwelijk waarbij de partners van dezelfde sekse zijn (het zogeheten homohuwelijk). Zij is in sommige gevallen voorstander van de doodstraf.

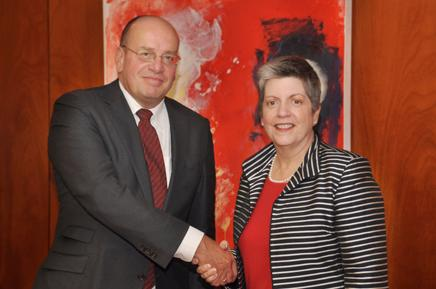
Napolitano en toenmalig staatssecretaris van Veiligheid en Justitie Fred Teeven in 2011

- Gemeinsame Normdatei: 1177263262
- International Standard Name Identifier: 0000 0000 4485 7218
- Library of Congress Control Number: no2004038102
- SNAC: w6zh7ggd
- Système universitaire de documentation: 142986208
- Virtual International Authority File: 73562918
- WorldCat: E39PBJfcJCGfQxKCCTjqF3FkDq